# Nikolaj Žličar
Nikolaj Žličar, slovenski dirigent, * 16. januar 1949, Ormož, † 26. april 2023, Slovenj Gradec

## Življenje in delo
Rodil se je v Ormožu v družini prometnega inženirja Franca in Adelaide Žličar. Mladost je preživel v Dubrovniku, kjer je v letih 1963–1967 obiskoval gimnazijo in 1967 končal tudi srednjo glasbeno šolo. Nato je v Ljubljani na Akademiji za glabo študiral dirigiranje pri Danilu Švari in 1971 diplomiral ter končal še podiplomski študij pri Antonu Nanutu (1974). Kot študent je vodil pevski zbor Vinko Vodopivec. V letih 1971–1978 je bil korepetitor in dirigent v Operi Hrvaškega narodnog kazališta v Splitu, kjer je 1976–1977 opravljal tudi dolžnosti direktorja. Eno sezono je bil dirigent v Državni operi in baletu v Ankari, po vrnitvi v Jugoslavijo je 1978 prevzel mesto dirigenta v Operi Narodnog pozorišta v Beogradu.  Nato je kot operni in simfonični dirigent deloval v različnih glasbenih centrih bivše Jugoslavije, v Nemčiji, Avstriji, Italiji, Rusiji, Bolgariji, na Češkem in v Južni Koreji. Sodeloval je z mnogimi renomiranimi ansambli kot so Simfonični orkester Slovenske filharmonije, Simfoniki RTV Slovenija, Simfoniki RTV Zagreb, Bruckner Orchester Linz, Orkester leningrajske filharmonije, Orkester dunajske radiotelevizije … Posnel je šest zgoščenk. Zadnja desetletja je živel v Velenju, kjer je poučeval klavir na glasbeni šoli, v Linzu pa dirigiranje na glasbeni univerzi Anton Bruckner. 
Žličar je bil dirigent z obsežnim repertoarjem opernih in simfoničnih del različnih slogovnih usmeritev. Med drugim je v njegovi karieri pomembna prva izvedba opere Bruna Bjelinskega Orfej XX stoljeća (Beograd, 1981). Pogosto je nastopa v tujini kjer je snemal za radijske postaje. Bil je tudi klavirski spremljevalec. Leta 2021 mu je Zveza slovenskih glasbenih šol podelila nagrado Frana Gerbiča za življenjsko delo ter izjemne dosežke na pedagoškem in organizacijskem področju pri uveljavljanju glasbene vzgoje in izobraževanja.